# Kobus kob thomasi
Kobus kob thomasi (Угандийский коб) (англ. Ugandan kob) — подвид коб, типа антилопы. Встречается в странах Африки к югу от Сахары в Южном Судане, Уганде и Демократической Республике Конго. Угандийский коб обычно красновато-коричневого цвета, что отличает его от других подвидов кобов.
Угандийский коб изображён на гербе Уганды вместе с восточным венценосным журавлём (лат. Balearica regulorum gibbericeps).

## Описание
Угандийский коб внешне похож на импалу. У самцов есть рога, которые имеют лировидную форму, сильно ребристые и расходящиеся. Самцы немного крупнее самок, их рост в холке составляет 90-100 см, а средний вес — 94 кг, в то время как самки имеют рост в холке от 82 до 92 см и весят в среднем около 63 кг. За исключением горлового пятна, морды, глазного кольца и внутреннего уха, которые белые, шерсть золотисто-рыжевато-коричневая, цвет отличает её от других подвидов кобов. Живот и внутренняя часть ног белые, передняя часть передних ног чёрная.

## Распространение и среда обитания

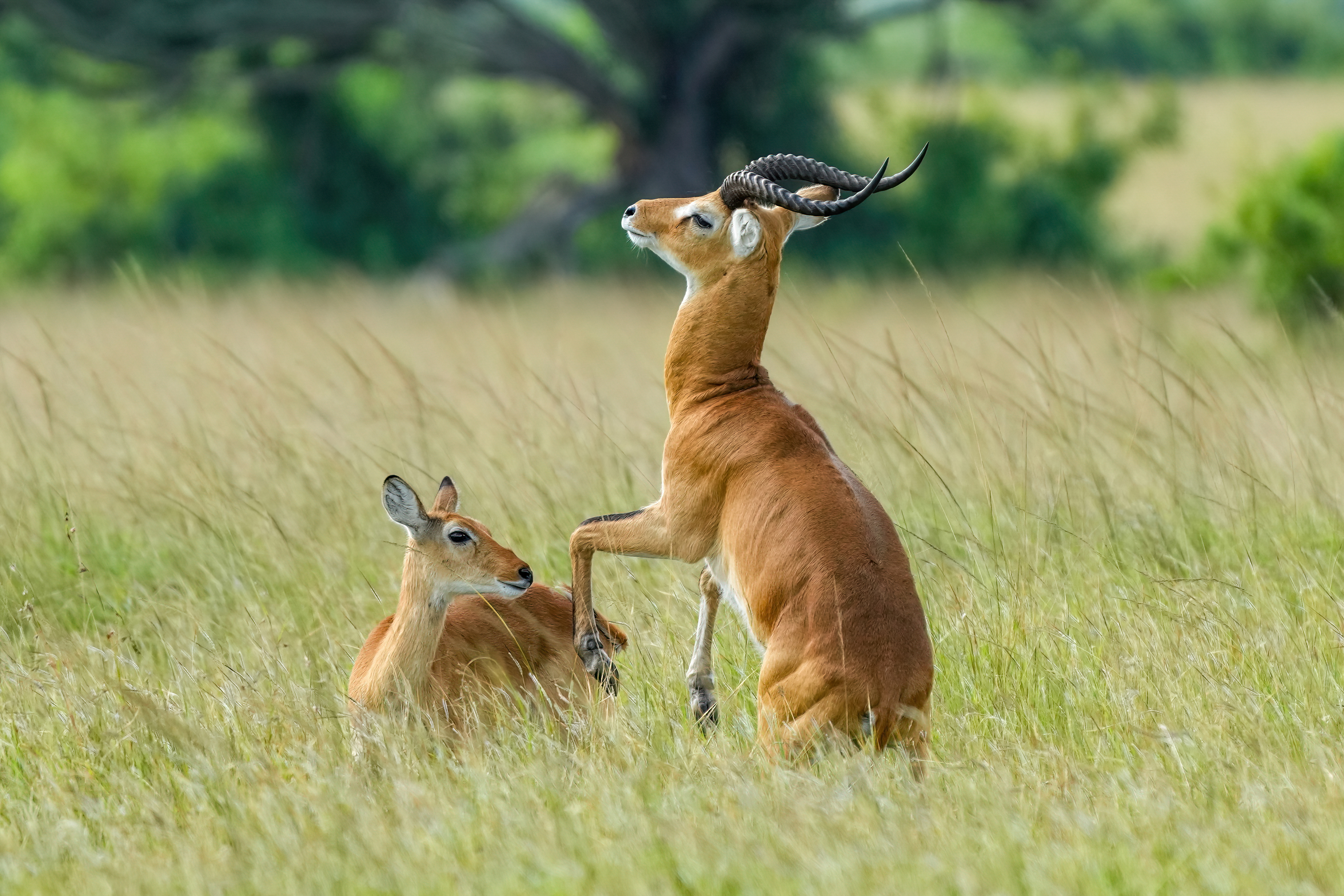
Самец угандийского коба пытается соблазнить самку в Национальном парке королевы Елизаветы

Этот подвид обитает в Восточной Африке. Он встречается в Южном Судане, к западу от Нила, в Уганде и на северо-востоке Демократической Республики Конго. Его ареал раньше простирался до северо-западной Танзании, где он жил преимущественно на границе с озером Виктория, но он был истреблён там. Обычно он встречается в открытой или лесистой саванне, на большом расстоянии от океана, а также на лугах около рек и озёр. Они любят лежать на открытых лугах, что и делает их доступной целью для браконьеров, и 98 % нынешней популяции обитают в национальных парках и других охраняемых зонах.

## Наименование
Традиционно угандийскийского коба называют по-разному в зависимости от племён и этнического происхождения. В Ачоли его называют «Тилл», народ Бугису называет его «Ишиси», народ Баганда называет его «Энсиима», а другие племена имеют свои соответствующие названия.

## Экология

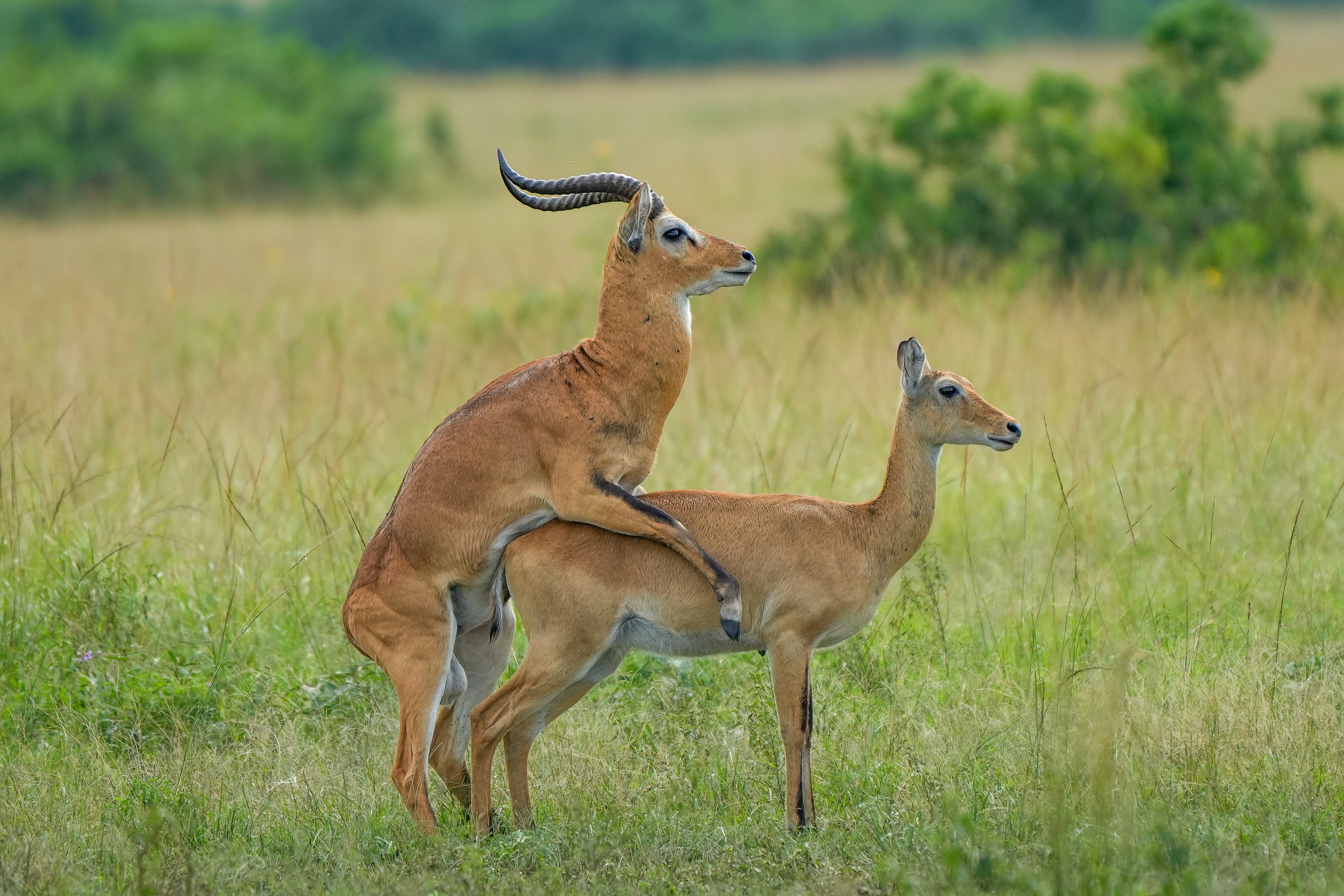
Угандийские кобы спариваются в Национальном парке Королевы Елизаветы.

Угандийские кобы травоядные и питаются в основном травой и тростником. Самки и молодые самцы образуют свободные группы разной величины, которая варьируются в зависимости от доступности пищи, часто перемещаясь вдоль водотоков и пасясь в долинах. Иногда не размножающиеся самцы формируют свои собственные группы. Самки становятся половозрелыми на второй год, но самцы не начинают размножаться, пока не станут старше.
Более крупные популяции коба, как правило, имеют систему спаривания на токе, самки живут свободными группами и посещают традиционные места размножения только для спаривания. Для этой цели самцы занимают небольшие территории диаметром до 200 м (660 футов), самые маленькие территории находятся в центре переполненных токов. Отёл происходит в конце сезона дождей; один телёнок рождается в ноябре или декабре после периода беременности, который длится около девяти месяцев.